# Lass Bangoura
Alhassane 'Lass' Bangoura (Conakry, 30 maart 1992) is een Guinees voetballer die bij voorkeur als aanvaller speelt. Hij stroomde in 2011 door uit de jeugd van Rayo Vallecano, dat hem een jaar eerder overnam van Etoile de Guinée.

## Clubcarrière
Bangoura begon met voetballen bij Etoile de Guinée, dat hij op achttienjarige leeftijd verruilde voor Rayo Vallecano. Hier speelde hij één seizoen in de jeugd, waarbij hij 23 doelpunten maakte in 25 wedstrijden. Hij debuteerde op 28 augustus 2011 voor het eerste elftal, in de Primera División tegen Athletic Bilbao. Op 23 oktober maakte hij zijn eerste doelpunt voor Rayo Vallecano, in een met 2-0 gewonnen wedstrijd tegen Real Betis.

## Interlandcarrière
Bangoura nam met Guinee -17 deel aan de Afrika Cup Onder 17 in 2009. Hij debuteerde in 2011 op negentienjarige leeftijd in het Guinees voetbalelftal. Hij werd geselecteerd voor de Afrika Cup 2013.
1 Cárdenas ·
2 Rațiu ·
3 Chavarría ·
4 Díaz ·
5 Aridane ·
6 Ciss ·
7 Isi ·
8 Trejo  ·
9 De Tomás ·
10 James ·
11 Nteka ·
12 Guardiola ·
13 Batalla ·
14 Camello ·
15 Gumbau ·
16 Mumin ·
17 U. López ·
18 Á. García ·
19 de Frutos ·
20 Balliu ·
21 Embarba ·
22 Espino ·
23 Valentín ·
24 Lejeune ·
25 Montiel ·
27 Pelayo ·
29 Méndez ·
Coach: Pérez
· Assistent-coach: Adrián